# BMW N13
BMW N13 è la sigla di un motore a scoppio a benzina prodotto dal 2011 al 2016 dalla casa automobilistica tedesca BMW.

## Caratteristiche

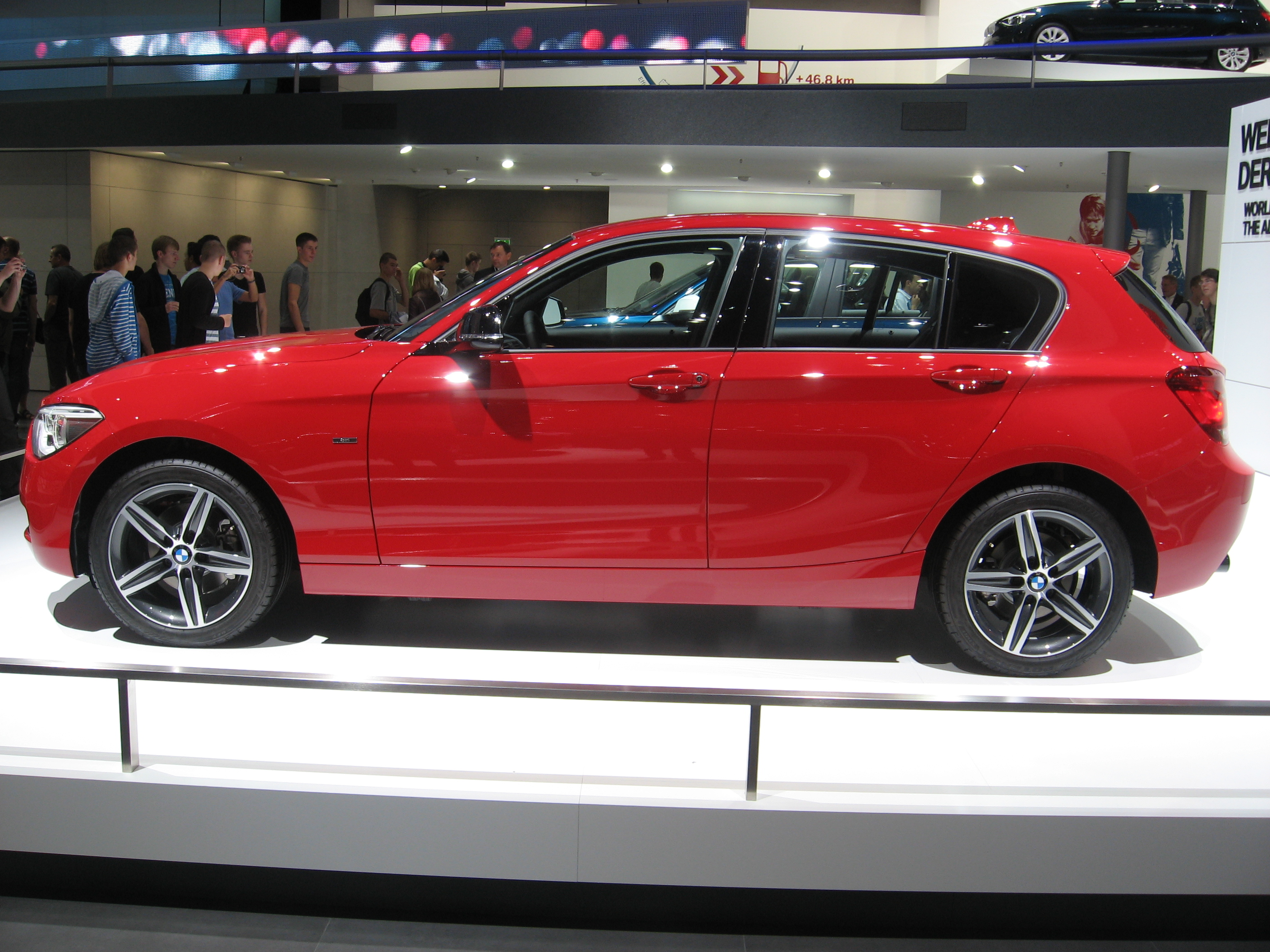
I motori N13 hanno trovato applicazione sotto il cofano della Serie 1 F20 (nella foto una 118i)...

Si tratta di un motore frutto di un progetto nuovo, ma che attinge dalla produzione motoristica BMW degli ultimi anni, in particolare da due motori, il 1.6 N14B16A e il 2 litri N20. Mentre dal primo viene ripreso sostanzialmente il monoblocco in lega di alluminio (con conseguente mantenimento delle caratteristiche dimensionali e quindi anche della cilindrata), dal 2 litri N20 vengono riprese le ultime evoluzioni dei sistemi di fasatura variabile (Bi-VANOS), di alzata variabile delle valvole (Valvetronic), di iniezione diretta di benzina (High Precision Injection) e di sovralimentazione twin scroll, tutti quanti presenti anche nel motore più piccolo, ma che nell'N20 sono stati ulteriormente affinati e ottimizzati, e che vengono riproposti anche nel più recente motore N13, che gradualmente va a rimpiazzare i meno moderni motori N43. Un'altra importante differenza rispetto al 1.6 Prince sta nel fatto che questo motore è stato rivisto e modificato per poter essere montato longitudinalmente, mentre i normali 1.6 Prince sono tutti disposti trasversalmente in tutte le applicazioni previste.

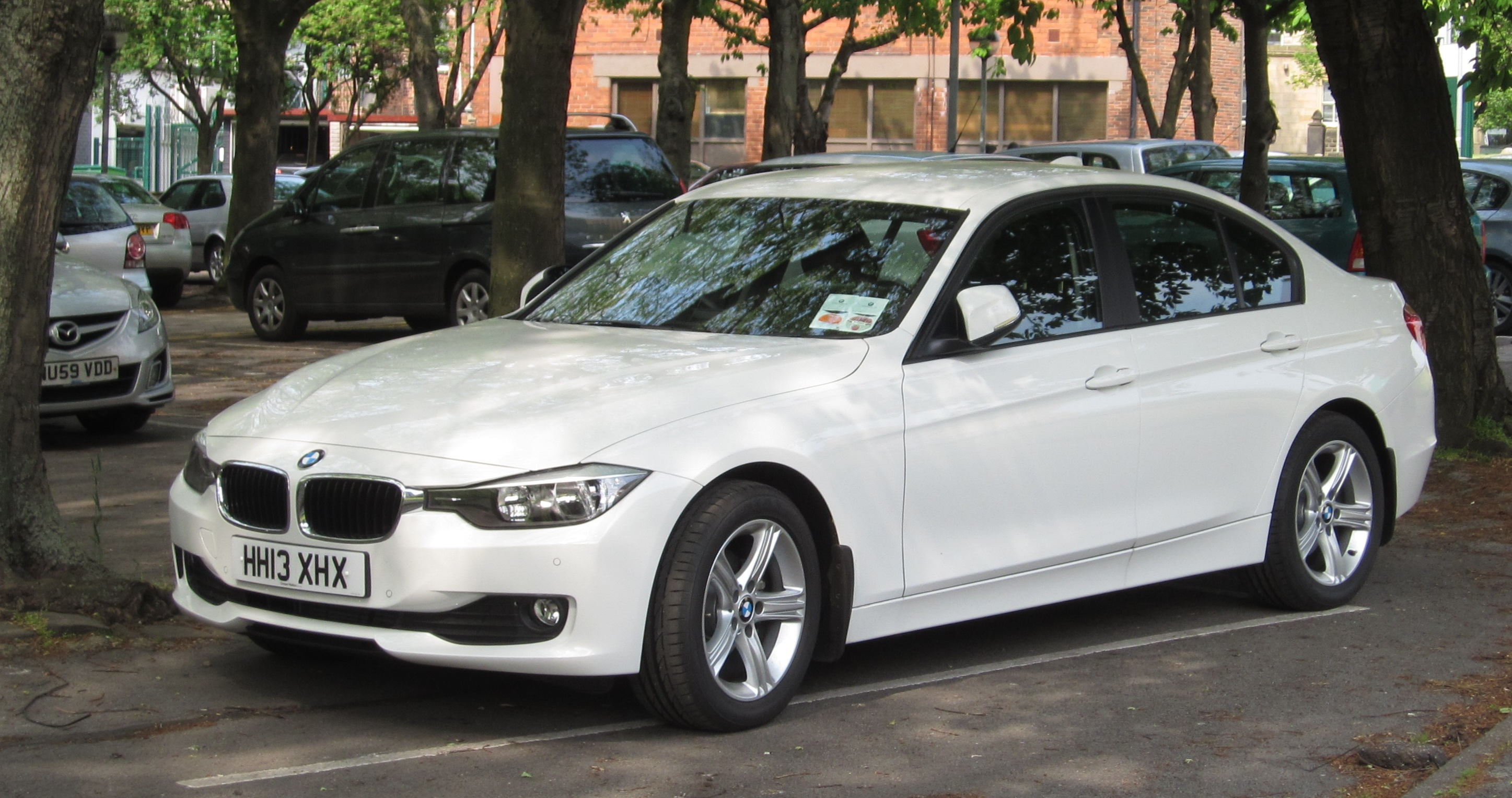
... e della Serie 3 F30 (nella foto una 316i)

Le principali caratteristiche del motore N13 sono le seguenti:
- architettura a 4 cilindri in linea;
- monoblocco, basamento e testata in lega leggera;
- albero a gomiti su 5 supporti di banco;
- alesaggio e corsa: 77x85,8 mm;
- cilindrata: 1598 cm³;
- rapporto di compressione: 10,5:1;
- distribuzione a due assi a camme in testa;
- testata a 4 valvole per cilindro;
- gestione della distribuzione con sistemi bi-VANOS e Valvetronic;
- alimentazione a iniezione diretta di benzina con iniettori a solenoide;
- sovralimentazione mediante turbocompressore twin scroll.

Il motore N13 è stato prodotto in più livelli di potenza:
| Variante                                         | Potenza CV/rpm | Coppia Nm/rpm  | Applicazioni                    | Anni di produzione |
| ------------------------------------------------ | -------------- | -------------- | ------------------------------- | ------------------ |
| 1.                                               | 102/4000       | 180/1100-3900  | BMW 114i F20                    | 09/2012-02/2015    |
| 2.                                               | 136/4350       | 220/1350-43001 | BMW 316i F30                    | 09/2012-06/2015    |
| 2.                                               | 136/4400       | 220/1350-43001 | BMW 116i F20/F21                | 10/2011-02/2015    |
| 2.                                               | 136/4400-6450  | 200/1350-4300  | BMW 118i F20/F21                | 03/2015-06/2015    |
| 3.                                               | 170/4800       | 250/1500-4500  | BMW 118i F20/F21                | 10/2011-02/2015    |
| 3.                                               | 170/4800       | 250/1500-4500  | BMW 320i Efficient Dynamics F30 | 09/2012-06/2015    |
| 4.                                               | 177/4800-6450  | 250/1500-4500  | BMW 120i F20/F21                | 03/2015-08/2016    |
| 1Fino a 240 Nm con overboost automatico inserito |                |                |                                 |                    |